# Iglesia emergente
La iglesia emergente (también conocido como movimiento de la iglesia emergente) es un movimiento "cristiano protestante" cuyos participantes buscan vivir su fe en la sociedad posmoderna emulando a Jesús de Nazaret, independientemente de las tradiciones religiosas cristianas. Los proponentes de este movimiento lo denominan "una conversación" para enfatizar su carácter descentralizado y en pleno desarrollo, así como su énfasis en el diálogo intrarreligioso en lugar de un evangelismo de una sola vía. Los miembros de comunidades emergentes podrían estar desilusionados con la iglesia organizada e institucional y en ocasiones endosan la deconstrucción del dogma cristiano moderno. En ocasiones, el movimiento favorece el uso de historias simples y narrativas, ocasionalmente incorporando el misticismo. Miembros del movimiento emergente confieren mucho valor a las buenas obras o activismo social, incluyendo en ocasiones el concepto de vida misional o nuevo monasticismo. Mientras los evangélicos enfatizarían la salvación eterna, muchos en el movimiento emergente enfatizan el aquí y ahora y la necesidad de crear un reino del cielo en la tierra.
Debe notarse que en culturas angloparlantes se cree que hay una diferencia entre los términos emerging y Emergent. Emerging es el movimiento global más amplio, informal y eclesial. Emergent se refiere a una organización oficial, Emergent Village. Este sub-movimiento, una gran red intelectual y filosófica, es denominado en ocasiones la "corriente emergente" dentro de la iglesia emergente mayor.
Los temas claves en la iglesia emergente son: lenguaje provocador de reformas, estilos de vida orientados a la praxis, pensamiento posevangélico, e incorporación o reconocimiento de elementos políticos y posmodernos.
Los "cristianos emergentes" deconstruyen y reconstruyen creencias cristianas, ciertas normas culturales y métodos. Esa contextualización puede apreciarse en la manera como este movimiento maneja la epistemología posfundacional y el abordaje pluralista del posmodernismo en cuanto a la religión y la espiritualidad.

## Categorías de Iglesias Emergentes
Según un artículo publicado en por el portal protestante Entrecristianos 
 se pueden clasificar las iglesias dentro del movimiento emergente en 4 categorías:
1. Modelo Deconstruccionalista: El grupo más conocido. Son iglesias postmodernas en el amplio sentido de la palabra. Influenciadas por la deconstrucción, un enfoque filosófico postestructuralista y del discurso filosófico de Derrida, Lyotard, Foucault y John Caputo. Sostienen que los cristianos deben adoptar el postmodernismo y para ello deben contextualizar el Evangelio a los tiempos actuales. 
2. Modelo Premodernista/Agustiniano: Se inclinan más hacia un estilo de postmodernismo renacentista (similar a lo que está representado en la "Cosmopolis" de Toulmin). Se basan en el pensamiento modernista temprano o la etapa premoderna. San Agustín y Santo Tomás son figuras claves para este grupo. Su teología tiende a poner énfasis en la tradición dentro del marco general de la fe cristiana, en lugar de simplemente basarse en la contextualización. Para ellos revisar la historia revela un camino mejor.
3. Modelo De la Iglesia de la Paz Emergente (o Emegente Anabautista): Este modelo se posiciona con las tendencias no conformistas de Jesús, la Iglesia debería seguir las huellas de Jesús usando métodos no violentos demostrando así el amor hacia los enemigos y el cuidado a los pobres. Es una renovación del ascetismo. Ven a Jesús (y su encarnación) como el modelo cultural a proponer. Han sido influenciados por Wittgenstein, Barth, Bonhoeffer, John H. Yoder, McClendon y Nancey Murphy. 
4. Modelo Fundamentalista: Ala más conservadora por la forma como interpreta la Escritura. Enfoca su eclesiología en forma tradicional (predicación estándar, música de adoración típica de un culto, etc), pero procuran al mismo tiempo ser innovadores. Esta innovación puede verse porque algunos se reúnen en bares, aceptan que las personas se pongan tatuajes, pueden utilizar palabras que tradicionalmente no son aceptables en el púlpito, usan música de rock pesado en el culto. Todo esto puede brindar una atmósfera de "alternabilidad" en los servicios. 

## Membresía
Algunos "cristianos emergentes" asisten a iglesias locales independientes o a iglesias en casas etiquetadas emergentes, mientras otros pertenecen a denominaciones cristianas tradicionales. La Generación X tiende a ser sobre-representada en el movimiento de la iglesia emergente.
Muchos miembros de iglesias emergentes no se identifican con el término "emergente" porque lo asocian con posiciones teológicas atribuidas a Emergent Village, organización cuya praxis y posicionamientos teológicos generan gran controversia.